# 一般財団法人日本アジア振興財団
一般財団法人日本アジア振興財団（にほんアジアしんこうざいだん、英語: Japan Asia Promotion Foundation、略：JAPF〈ジャプフ〉）は、東南アジアへの国際交流活動を通して、国際協力に関心のある次世代の担い手を育成することを目的とした組織である。主に東南アジア短期・長期インターンシップの実施（現地研修）や、東南アジアについて知ってもらうための交流会活動、貢献国際協力の実現のための活動を行っている。
国際機関日本アセアンセンター・タイ大使館商務省商務参事官事務所・在大阪ベトナム社会主義共和国総領事館・在大阪カンボジア王国名誉領事館・在日本国カンボジア王国観光省・フィリピン共和国政府観光省・在大阪韓国総領事館が、後援・支援している。

## 略歴
2006年8月、ボランティア団体としてJAPFが設立された。在日本国カンボジア王国観光省・在大阪カンボジア名誉領事館・NPO法人カンボジア振興協会の後援・支援により、関西圏の大学生・大学院生が中心となって設立された。
2007年、大学生・大学院生を対象とする東南アジア諸国の短期インターンシップ事業が開始した。第1回となる2007年夏期インターンシップには、22名が参加した。
2008年、国内事業を開始した。フォトジャーナリスト・安田菜津紀を招いての写真展及び講演会の開催や、大阪市の保育園におけるホスピタルアートや大阪府公立高校でカンボジア講座を行うなど、国内事業を展開し始めた。
2009年、学生が主体的に組織を運営し、さらに事業の多角化に対応するため、Japan Asia Proactive Factor（JAPF）として再編成された。
2013年、日本・カンボジア国交友好60周年、日本・ベトナム国交友好40周年も重なり、アジア諸国での国際協力・交流をボランティア団体（JAPF）として行っていた活動が外務大臣に承知され、ボランティア任意団体から一般財団法人への再編・設立に向けて「日本アジア振興財団設立準備 委員会」を立ち上げることとなった。同年10月に、「一般財団法人日本アジア振興財団」が設立され、11月に設立記念式典が開催された。

## 役員
- 代表理事：松岡 広隆 (元衆議院議員、芦屋大学客員教授)
- 理事：前田 三郎（株式会社キョードーファクトリー 代表取締役社長）
- 理事：栗田 英人（ぼてぢゅうグループ・株式会社東京フード代表取締役）
- 理事：中村 瑛祐（株式会社ジーエスフード代表取締役 副社長）
- 理事：藤原 将芳（株式会社池田泉州銀行）
- 評議員：井上 昌也（株式会社ナチュラルケア 代表取締役）
- 評議員：平野 耕平（弁理士・行政書士）
- 監事：青木 伸文（公認会計士・税理士）
- アドバイザー：青木 豊彦（東大阪市モノづくり親善大使、株式会社アオキ会長、大阪市立大学客員教授、和歌山大学客員教授）
- アドバイザー：若松 直（行政書士）
- 学生スタッフ関西：30名
- 学生スタッフ東京：10名
- 学生スタッフ福岡：5名

## 事業

### インターンシップ事業
タイ、ベトナム、カンボジア、フィリピンへ赴き、日本の大学生がJAPF日本・現地スタッフと共にインターンシップを通して、NPO、NGOや政府・国際機関で活動する事業現場を視察することで、国際開発とは何かを体験し、将来の国際開発を担うグローバルな人材を育成することを目的とする。特徴として、団体スタッフの過半数以上が、学生で運営されていることが挙げられる。

### オリンピック事業
一般財団法人日本アジア振興財団は、在日本国カンボジア王国オリンピック委員会を運営している。2020年の東京オリンピック開催に向けて、オリンピックへの参加方法をカンボジアで周知させ、オリンピック及びスポーツへの意識を高めてもらうべく発足した。「観るスポーツ」から「参加するスポーツ」に変えることにより、観るだけに尽きない感動を共有してもらいたいという想いで当委員会は活動している。2014年8月17日、カンボジアにおける障がい者および病院の支援を目的としたチャリティレースである第1回アンコールエンパイア・フル&ハーフマラソンが開催された。日本側の企画を在日本国カンボジア王国オリンピック委員会が担った。

### 国内事業
一般財団法人日本アジア振興財団が日本国内で行っている活動は、幅広い価値観・視点を国内の青年へ届け、海外への興味を深耕し、そして国際協力、国際貢献を考えるきっかけづくりを行うことを目的としている。また後援事業主との連携により、様々なイベント開催し、青年の教養を深める。国内事業の躯体的な例として、ワン・ワールド・フェスティバル（One World Festival）の参加、日韓学生交流会の発足、写真展、高校生へのレクチャー等が挙げられる。

### 国際事業部
国際事業部では、以下のような事業が行われている。
人材派遣事業
領事館や教育機関へ人材を派遣している。学校法人に英語ネイティブ先生の派遣、学校法人に事務職員の派遣、MKタクシーグループに外国人スタッフの派遣、大使館・領事館に翻訳スタッフの派遣などの実績がある。
翻訳事業
団体の顧客様に、海外出店するための翻訳業務を全般的にサポートしている。メニュー、レシピ、マニュアル、パンフレットの翻訳、海外連携先とのメールの翻訳、海外連携先との資料の翻訳などを行っている。
アテンド業務
カンボジア国会議員のお子息とタイ元首相のご令嬢のアテンド、京都ヒストリカ国際映画祭オーストリア人のプロデューサーのアテンド・通訳などの業務を行った実績がある。
社内教育業務
大手タクシー会社にて、ドライバーの英語教育を行っている。
住宅サービス業務
日本に住みにくいという外国人に向けて、住宅探しのアドバイスやニーズに合わせた住宅の紹介を致す。
ビザ申請サポート
留学生などの外国人のビザ申請サポート。
訪日外国人のサポートサービス「JapanHelpDesk」
訪日外国人が増える中で、当財団としてより外国人の「困る」を解決するサービスを展開している。